# Fuente Conmemorativa Bagley
La Fuente Conmemorativa Bagley (en inglés, Bagley Memorial Fountain) es una fuente histórica en Downtown Detroit, la ciudad más poblada de Míchigan. Recientemente se ha trasladado de su antigua ubicación en Campus Martius Park a una nueva ubicación justo al final de la calle en Cadillac Square Park. La fuente fue incluida en el Registro Nacional de Lugares Históricos y designada Sitio Histórico del Estado de Míchigan en 1971. 

## John J. Bagley
John J. Bagley fue el decimosexto gobernador de Míchigan, sirviendo desde 1873 hasta 1877. Bagley también sirvió como concejal de Detroit de 1860 a 1861 y como comisionado de policía de 1865 a 1872. Jugó un papel decisivo en la creación de la Comisión de Policía Metropolitana de Detroit y la construcción de la primera Casa Correccional de Detroit.
Cuando Bagley murió en 1881, su testamento contenía 5000 dólares para la construcción de una fuente de agua potable para la gente de Detroit, teniendo "agua fría y pura como el arroyo más frío de la montaña".
La Casa John N. Bagley fue construida para su hijo en la avenida Jefferson.

## Fuente
En 1885, la familia Bagley eligió a Henry Hobson Richardson para diseñar la fuente. En 1887, Bagley Memorial Fountain se dedicó en la esquina de Woodward Avenue y Fort Street. Richardson construyó la fuente completamente con granito rosa de Bragville, siguiendo el modelo de un ciborio ubicado en la Basílica de San Marcos en Venecia.
La fuente conmemorativa de Bagley tiene 6,5 m con una cuenca de 2,1 m de ancho. En el centro de la fuente, cuatro cabezas de león distribuyen agua. En el diseño original, dos de los cabezales producían agua a temperatura "normal" y los otros dos producían agua fría, enfriada por el hielo empaquetado alrededor de las tuberías de la fuente.
La inscripción en los cuatro lados de la cornisa dice: TESTAMENTARY GIFT | FOR THE PEOPLE FROM | JOHN JVDSON BAGLEY | A.D. MDCCCLXXXVII.

## Traslados posteriores
En 1926, la fuente se trasladó de su hogar original en la avenida Woodward y a calle Fort al Campus Martius, debido al aumento del tráfico de automóviles. En 2000, la fuente se retiró de su sitio, se desmontó y se almacenó. En 2007, la fuente se instaló en su ubicación actual en Cadillac Square; un nuevo manantial de león reemplazó al original, que fue robado. Es el único trabajo que queda de Richardson en el área de Detroit.

## Galería

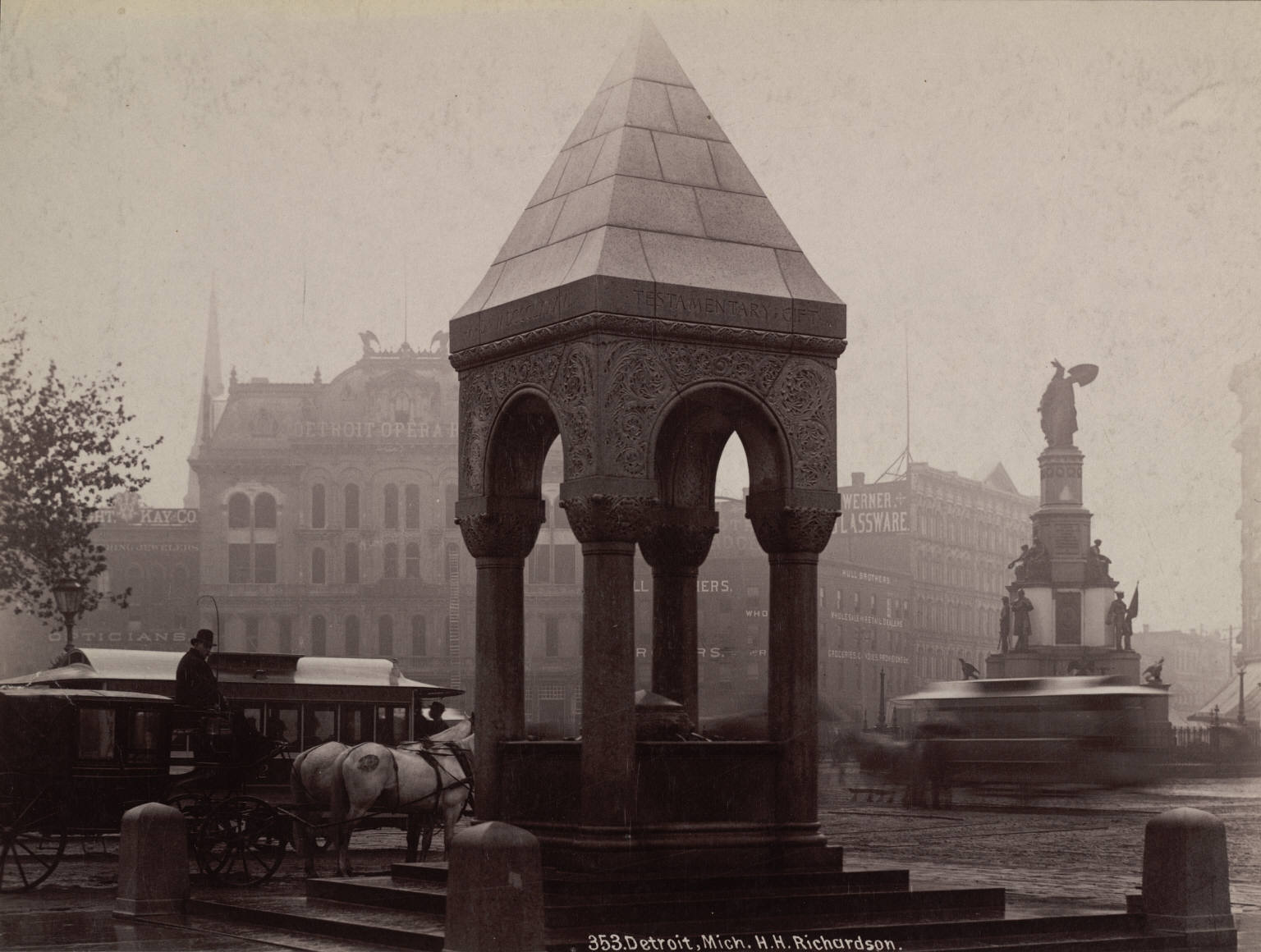
La Fuente Bagley y el Monumento a los soldados y marinos de Míchigan en los años 1890
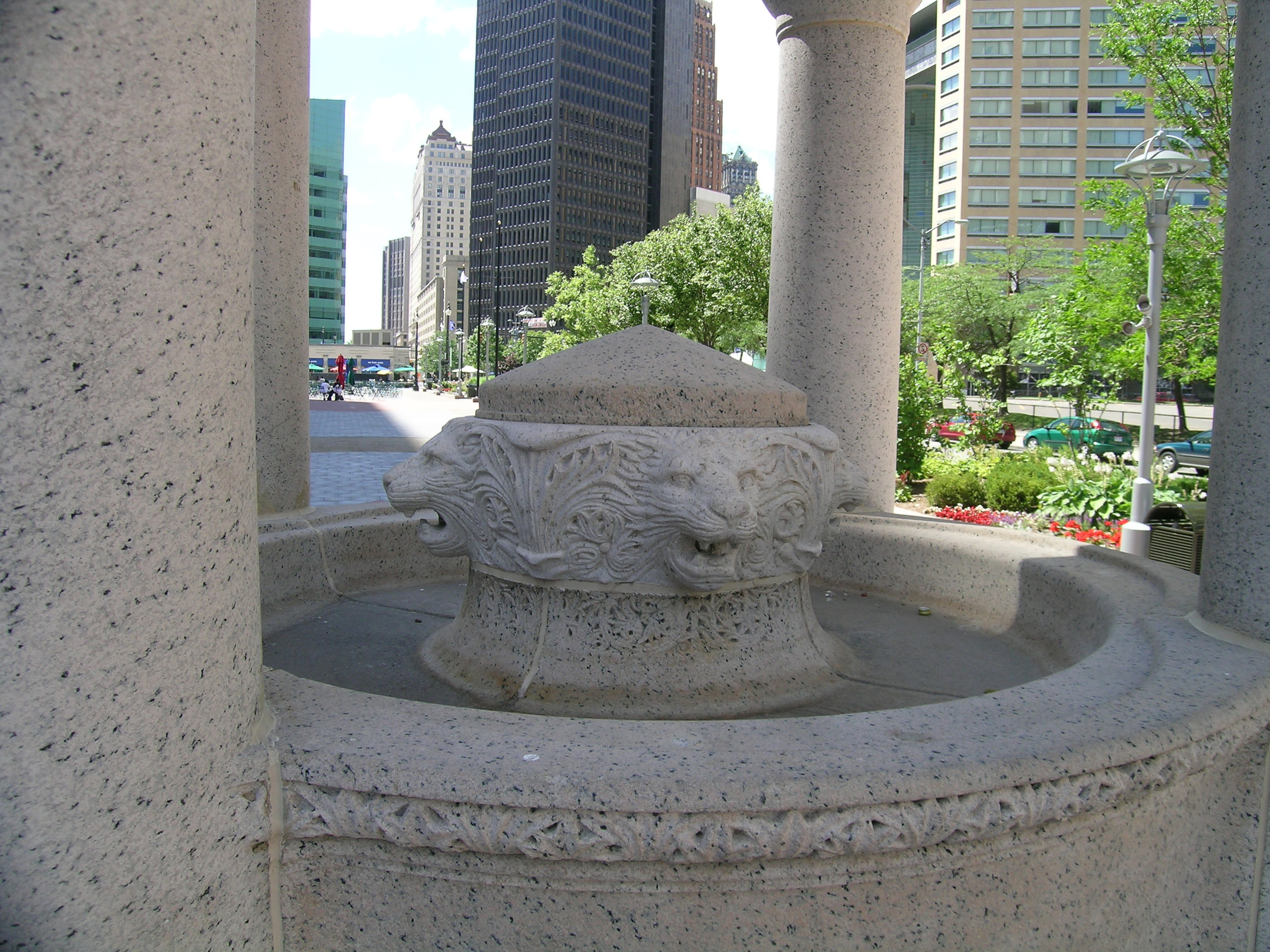
Relieves en los surtidores de la fuente